# Mackenzie (fleuve)
Pour les articles homonymes, voir Mackenzie.
Le fleuve Mackenzie (en anglais : Mackenzie River ; en esclave : Deh-Cho /tèh tʃʰò/, litt. « grande rivière » ; en inuvialuktun : Kuukpak /kuːk.pɑk/ litt. « grande rivière ») des Territoires du Nord-Ouest prend sa source dans le Grand lac des Esclaves et s'écoule vers la mer de Beaufort dans l'océan Arctique.

## Géographie
Avec ses 1 738 km, il détient le titre de plus long fleuve du Canada et son réseau hydrographique, auquel participent la rivière de la Paix (Alberta) et le Finlay (Colombie-Britannique), atteint 4 241 km, ce qui fait de lui le deuxième système fluvial d’Amérique du Nord. Le bassin versant du Mackenzie s’étend sur 1,81 million km2 et son débit moyen s'élève à 9 700 m3/s.
Son embouchure comporte un vaste delta marécageux de 13 500 km2 qui abrite de nombreux oiseaux migrateurs, protégés par la convention concernant ces espèces. Son estuaire est catalogué site de mise bas pour les bélugas.
Le fleuve demeure navigable approximativement cinq mois par an. Il est gelé d’octobre à mai. Durant les mois d’hiver, certaines portions sont utilisées comme routes de glace.
Il a été nommé en l’honneur de Alexander Mackenzie, qui a voyagé sur le fleuve alors qu’il tentait d’atteindre l’océan Pacifique. La limite des bassins du Mackenzie et du Yukon à l’ouest forme la frontière entre les Territoires du Nord-Ouest et le Yukon.
Le système du MacKenzie comprend :
- le Grand lac de l'Ours ;
- le Grand lac des Esclaves ;
- le lac Athabasca ;

et plusieurs affluents :
- Arctic Red ;
- Athabasca ;
- Liard ;
- de la Paix ;
- des Esclaves ;
- Nahanni ;
- Finlay.

## Hydrologie
Le débit moyen inter annuel ou module du fleuve Mackenzie est de 4 835 m3/s à Fort Providence pour une surface de bassin versant de 970 000 km2 et de 9 119 m3/s à Arctic Red River, à 292 km de son embouchure, pour une surface de bassin versant de 1 660 000 km2. Le fleuve présente une période de hautes eaux de mai à septembre avec un maximum en juin au moment de la fonte des neiges et une période d'étiage de décembre à avril. Les valeurs extrêmes mesurées à Arctic Red River pour le débit mensuel sur la période 1972-1992 sont égales à 2 129 m3/s et 27 703 m3/s.

## Développement hydroélectrique
Le gouvernement des Territoires du Nord-Ouest prône depuis 2001 le développement hydroélectrique du fleuve Mackenzie. La société NWT Power Corporation estime que la construction de quatre très grands barrages, avec une puissance installée de 11 000 MW, permettrait de retirer des revenus annuels de 600 millions de dollars de l'exportation d'électricité vers l'Alberta et les États-Unis. Le coût du projet est évalué à 26 milliards de dollars canadiens en 2008.
Toutefois, étant donné la faible dénivellation de la vallée du Mackenzie, l'érection de barrages à Wrigley et Fort Simpson créerait des réservoirs d'une étendue de plus de 200 km chacun, submergeant rivière, berges et tous les vestiges de l'occupation humaine de la région depuis la dernière période de glaciation. De plus, contrairement au développement du potentiel hydraulique des rivières d'eau claire du bouclier canadien, les réservoirs du Mackenzie seront susceptibles de voir de vastes quantités de sédiments s'y déposer.

### Sources
- (en) Politique énergétique des Territoires du Nord-Ouest
- (en) Petr Cizek, Hydro Hype, Dam Delusions, Alternatives Journal, vol. 30, no 1, hiver 2004, p. 28-29